# Cycleen
Cycleen is de triviale naam voor 1,4,7,10-tetra-azacyclododecaan. Dit is een macrocyclische verbinding die bestaat uit vier (-CH2CH2NH-)-eenheden, dus een cyclisch polyamine. Het is tevens het stikstofanaloog van de kroonether 12-kroon-4 (1,4,7,10-tetraoxacyclododecaan): cycleen heeft stikstofatomen daar waar 12-kroon-4 zuurstofatomen heeft.

## Synthese
Richman en Atkins publiceerden in 1974 een syntheseroute voor cycleen en verwante macrocyclische polyamines. De procedure gaat uit van di-ethyleentriamine en di-ethanolamine en gebruikt tosylgroepen als beschermende groep voor de stikstofatomen en leaving group tijdens de synthese:
Di-ethyleentriamine (1) reageert met drie equivalenten p-tolueensulfonylchloride in pyridine tot het tritosylaat (3). In natriumethanolaat wordt daarna van beide primaire amines een waterstofion vervangen door een natrium-ion, zodat men het natriumzout (4) bekomt. Diethanolamine (2) wordt eveneens met drie equivalenten p-tolueensulfonylchloride omgezet in het tritosylaat (5). Beide verbindingen (4) en (5) worden dan, verdund in dimethylformamide om polymerisatie te vermijden, in reactie gebracht tot de macrocyclische verbinding (6). Hierbij worden de beide tosylaatestergroepen (de vertrekkende groepen) geëlimineerd uit het tritosylaat (5). Ten slotte worden de beschermende tosylgroepen aan de stikstofatomen met behulp van zwavelzuur verwijderd om, na neutralisatie met natriumhydroxide, het cycleen (7) te bekomen.
Door de noodzaak om de reactie van (4) en (5) bij sterke verdunning uit te voeren, is de reactiesnelheid laag en duurt de omzetting lang. Alternatieve syntheses die minder tijdrovend zijn en de vorming van tosylaatzouten als bijproduct vermijden, zijn gepubliceerd door Weisman en Reed in 1996 en door Athey en Kiefer in 2002. Beide syntheses gaan uit van tri-ethyleentetramine (TETA).

## Toepassingen
Cycleen kan, net zoals de kroonether, chelaten of complexen vormen met metaal-kationen. Cycleen en derivaten van cycleen worden gebruikt als ligand, bijvoorbeeld in therapeutische middelen en contrastmiddelen voor MRI-scanners (onder meer gadobutrol, gadoteridol en gadomelitol).